# 九州大学大学院工学研究院・大学院工学府・工学部

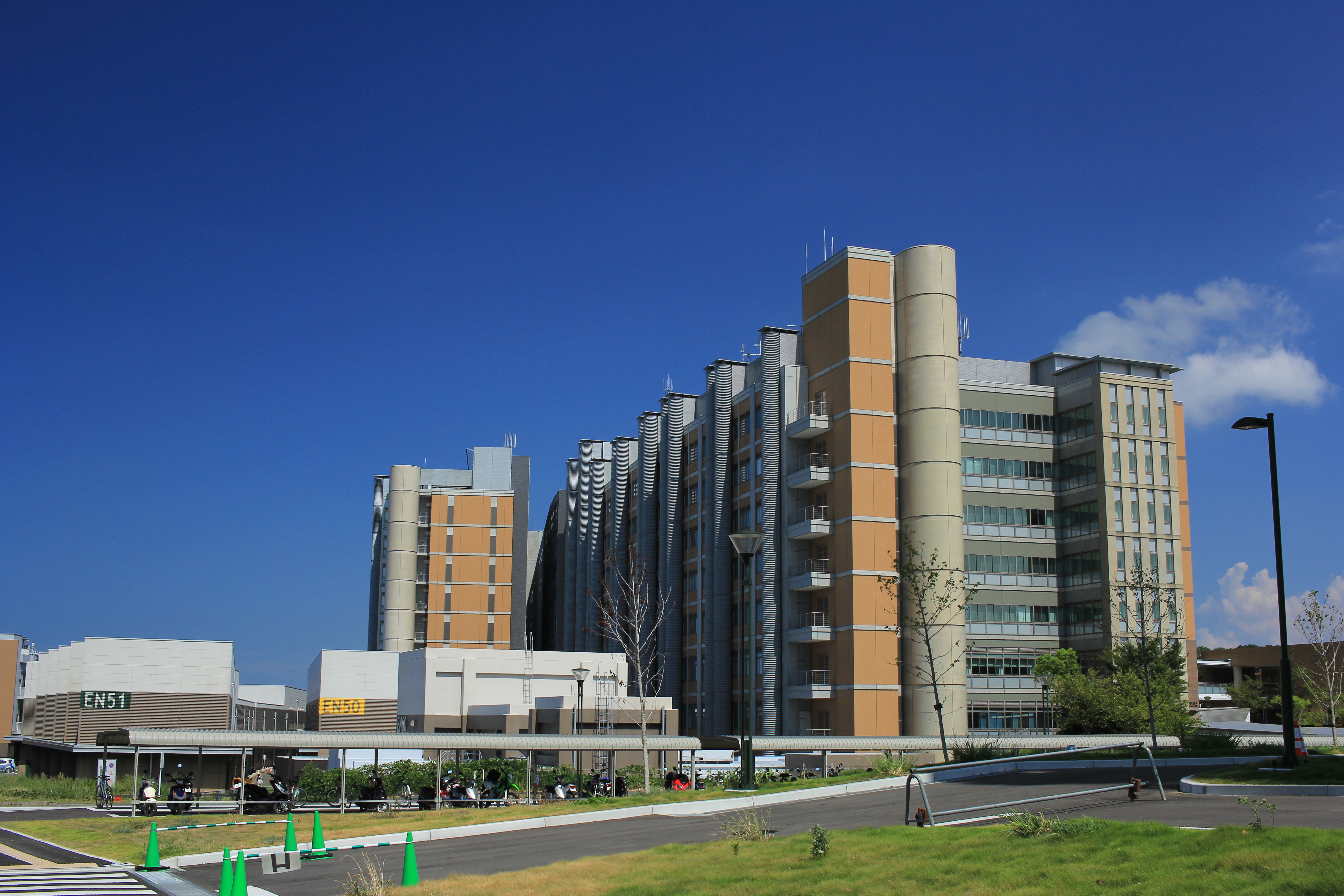
伊都キャンパス ウエスト4号館・3号館と実験施設群

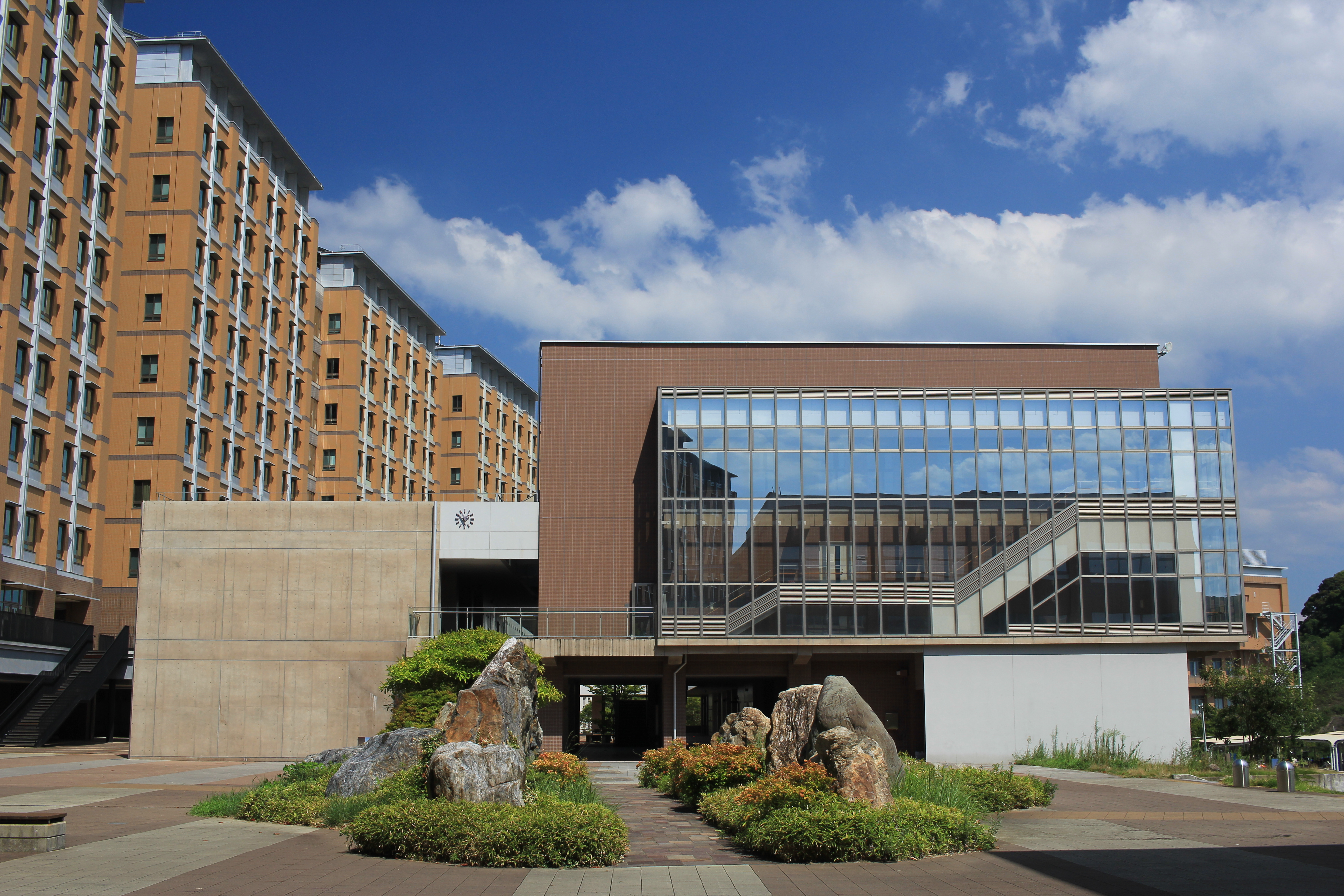
伊都キャンパス ウエスト2号館と総合学習プラザ

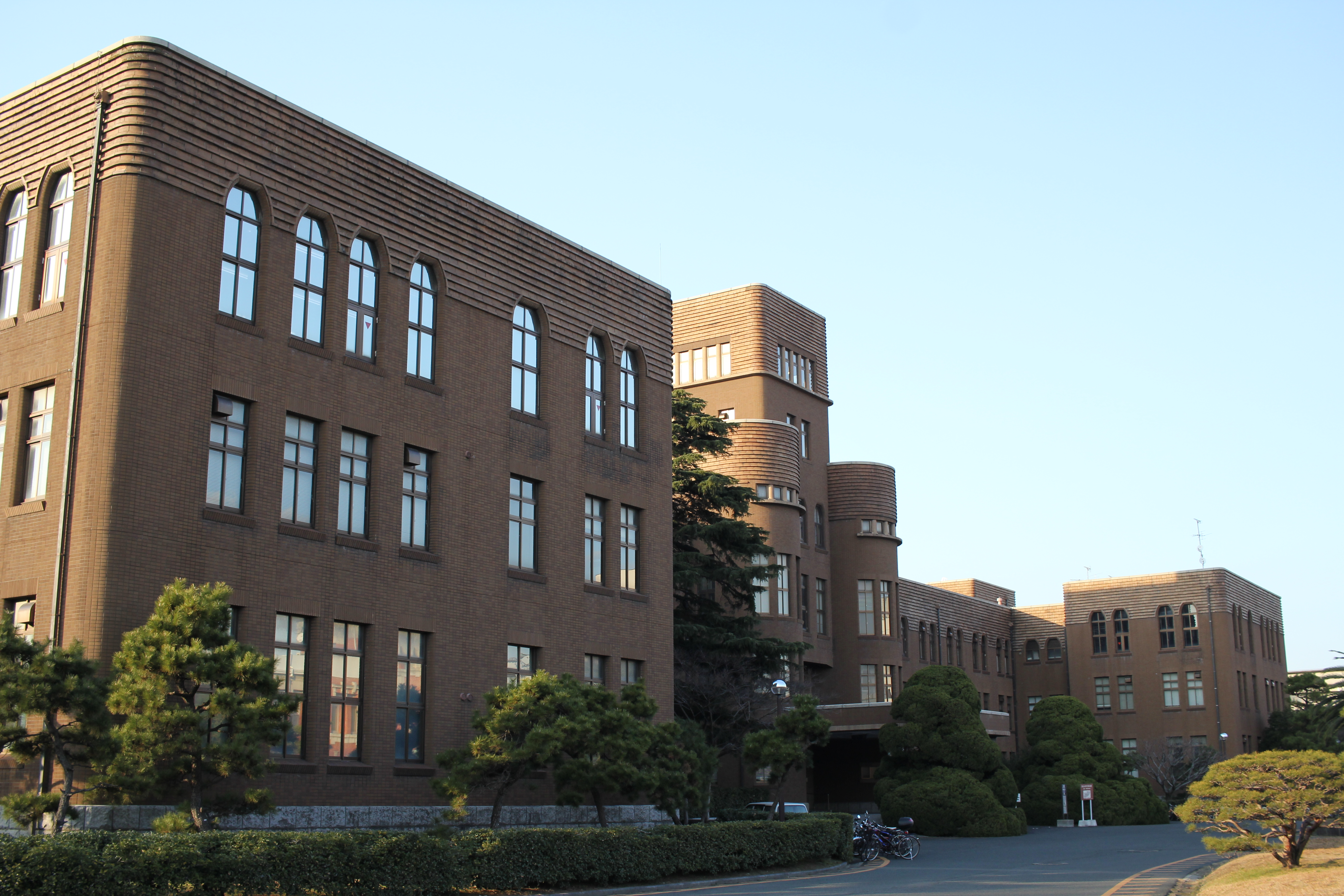
箱崎地区 旧工学部地区本館

九州大学大学院工学研究院（きゅうしゅうだいがくだいがくいんこうがくけんきゅういん、英称:Faculty of Engineering）は、九州大学大学院に設置される研究科以外の研究組織の一つであり教員が所属する。九州大学大学院工学府（きゅうしゅうだいがくだいがくいんこうがくふ、英称:Graduate School for Engineering）は九州大学大学院に設置される研究科以外の教育組織の一つであり大学院生が所属する。九州大学工学部（きゅうしゅうだいがくこうがくぶ、英称: Faculty of Engineering）は、九州大学に設置される学部の一つである。

## 概要
九州大学工学部は、1911年に設立された九州帝国大学工科大学を前身とする長い伝統を有する学部である。旧帝国大学の工学部としては東京大学工学部、京都大学工学部に次ぐ歴史を持つ。1949年の新制九州大学発足時には久留米工業専門学校を吸収した。工学のほとんどの分野を網羅している。土木工学系同窓会として壬子会がある。

## 沿革

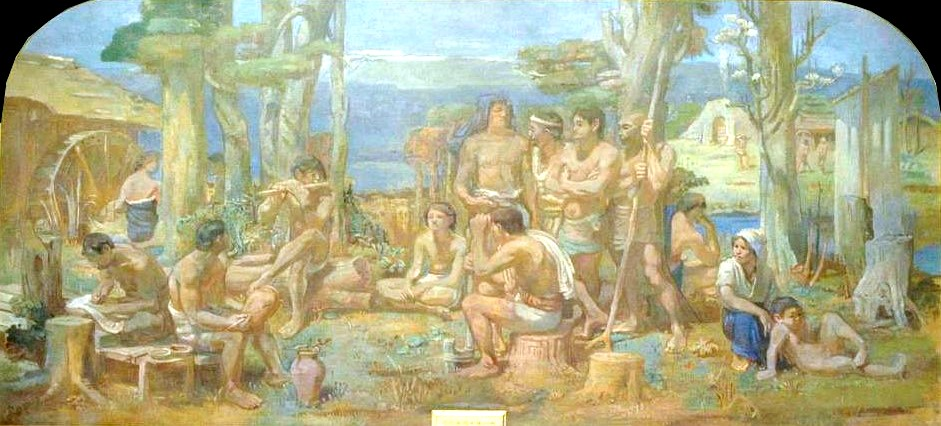
青山熊治の壁画（九州大学内）

- 1911年 - 九州帝国大学工科大学を設立[1][2]。
- 1919年 - 工学部に改組[1]。
- 1953年 - 大学院工学研究科を設置[1]。
- 2017年 - 北海道大学大学院工学院・九州大学大学院工学府共同資源専攻を設置[1]。
- 2021年 - 学科を再編

## 学部学科
2021年度以降
- 電気情報工学科
- 材料工学科
- 応用化学科
- 化学工学科
- 融合基礎工学科
- 機械工学科
- 航空宇宙工学科
- 量子物理工学科
- 船舶海洋工学科
- 地球資源システム工学科
- 土木工学科
- 建築学科

2020年度まで
入学定員804名
- 電気情報工学科[4]
- 物質科学工学科[4]
- 機械航空工学科[4]
- エネルギー科学科[4]
- 地球環境工学科[4]
- 建築学科[4]

## 大学院

### 工学府 専攻
2021年4月以降入学者
- 材料工学専攻
- 応用化学専攻
- 化学工学専攻
- 機械工学専攻
- 水素エネルギーシステム専攻
- 航空宇宙工学専攻
- 量子物理工学専攻
- 船舶海洋工学専攻
- 地球資源システム工学専攻
- 共同資源工学専攻
- 土木工学専攻

2020年度入学者まで
- 物質創造工学専攻
- 物質プロセス工学専攻
- 材料物性工学専攻
- 化学システム工学専攻
- 建設システム工学専攻
- 都市環境システム工学専攻
- 海洋システム工学専攻
- 地球資源システム工学専攻
- 共同資源工学専攻
- エネルギー量子工学専攻
- 機械工学専攻
- 水素エネルギーシステム専攻
- 航空宇宙工学専攻

### 工学系大学院
- システム情報科学府
  - 情報理工学専攻
  - 電気電子工学専攻
- 総合理工学府
  - 総合理工学専攻
- 人間環境学府
  - 都市共生デザイン専攻
  - 空間システム専攻

## 著名な出身者

### 政治
- 三池信 - 元郵政大臣、元引揚者団体全国連合会理事長
- 田原隆 - 元法務大臣、元衆議院商工委員長
- 泉信也 - 元防災担当大臣、元運輸省官房審議官
- 古賀雷四郎 - 元沖縄開発庁長官兼北海道開発庁長官、元建設技監、元建設省河川局長
- 渡辺具能 - 元国土交通副大臣、元運輸省港湾技術研究所長
- 古田圭一 - 衆議院議員、早鞆学園理事長
- 山川良一 - 元参議院議員、元三井鉱山社長
- 市川武 - 元裾野市長、元静岡県土木部技監
- 松尾守治 - 元下関市長、元運輸通信省第四港湾建設部長
- 崎田恭平 - 日南市長
- 安東赫 - 元大韓民国商工部長官、漢陽大学校名誉教授

### 行政
- 山下弘綱 - 元世界知的所有権機関コンサルタント、元特許庁審査官
- 清成迪 - 元原子力委員会委員長代理、元動力炉・核燃料開発事業団理事長、元日立製作所副社長
- 鈴木雅次 - 元内務技監、元土木学会会長、文化勲章
- 稲田修一 - 元総務省大臣官房審議官、早稲田大学教授、元東京大学特任教授、元京都大学特命教授
- 園山重道 - 元科学技術庁計画局長、元宇宙開発事業団副理事長、元移動無線センター会長
- 塚本修 - 元経済産業省地域経済産業審議官、元慶應義塾大学招聘教授、元東京大学客員教授
- 広瀬研吉 - 元原子力安全・保安院院長、内閣府参与
- 米田正文 - 元建設事務次官、元土木学会会長、元参議院議員
- 江藤隆 - 元国土交通省下水道部長、元千葉市下水道局長、日本下水道新技術機構理事長
- 小田広昭 - 元国土交通省中国地方整備局副局長、元川崎市副市長、住宅生産団体連合会副会長
- 小平田浩司 - 元国土交通省九州地方整備局長、元土木学会全国大会実行委員長
- 稲田雅裕 - 国土交通省港湾局長、元港湾空港技術研究所長
- 松尾静磨 - 元航空庁長官、元日本航空社長、元日本国内航空会長、元全日本航空事業連合会会長
- 越智繁雄 - 元国土地理院長、元国土交通省関東地方整備局長
- 榎本隆一郎 - 元軍需省燃料局長、元水交会会長
- 佐藤正典 - 元人事官、元大阪府工業奨励館館長、元理化学研究所相談役、元日本化学会会長
- 中島英史 - 元秋田県副知事、元経済産業省九州経済産業局地域経済部長
- 川原誠 - 秋田県副知事、元石油天然ガス・金属鉱物資源機構特命参与
- 江頭和彦 - 元福岡市副市長、元国土交通省九州地方整備局長、産学官連携功労者表彰
- 川上義幸 - 元佐賀県副知事、元国土交通省水資源調査室長、元佐賀大学監事
- 森望 - 久留米市副市長、元国土交通省国土技術政策総合研究所道路交通研究部長
- 竹重貞蔵 - 元日本住宅公団宅地部長、元全国土地区画整理組合連合会理事
- 田中茂美 - 元日本国有鉄道理事・技師長、元土木学会会長

### 経済
- 芦塚日出美 - 元博多座社長、元九州電力副社長、元九州先端科学技術研究所理事長
- 池村敏郎 - 元日立ビルシステム社長、元日本防犯設備協会会長
- 石橋周一 - 元福岡放送社長、元九州電力副社長、藍綬褒章
- 市田左右一 - 元日本特殊形鋼会長、元国際サッカー連盟常任理事
- 井上友二 - 元NTT取締役最高技術責任者、元トヨタIT開発センター会長、元情報通信技術委員会理事長、元電子情報通信学会会長
- 岩瀬徳三郎 - 東ソー創業者・初代社長
- 上野至大 - 元NTT西日本社長
- 江本寛治 - 元JFEホールディングス会長
- 大内田正 - 元日立建機社長、藍綬褒章
- 大島信太郎 - 元国際電信電話副社長、元電気通信学会会長、元テレビジョン学会会長、紫綬褒章
- 加来正年 - 王子ホールディングス社長
- 鹿毛和哉 - 元日本コークス工業社長
- 片山仁八郎 - 元三菱電機社長、元日本電子工業振興会会長、元新世代コンピュータ技術開発機構理事長
- 潟山英清 - 元京葉ガス社長、元日本ガス協会理事、元市川商工会議所副会頭
- 金森廣 - 元サウディ石油化学社長
- 金森政雄 - 元三菱重工業社長、元経団連副会長、元日本造船工業会会長
- 狩野久宣 - 元JFEエンジニアリング社長、元JFEメカニカル社長
- 河合理文 - IHI技師長、日本機械学会副会長
- 木川理二郎 - 元日立建機社長、元日本建設機械工業会会長
- 久留島秀三郎 - 元同和鉱業社長、元日本科学技術連盟理事長、元ボーイスカウト日本連盟総長
- 久芳徹夫 - 元京セラ社長、元京都パープルサンガ会長
- 佐藤廣士 - 元神戸製鋼所社長、神戸国際会館社長、元関西経済連合会副会長、日本知的財産協会会長
- 佐谷宣昭 - パイプドHD創業者・社長兼グループCEO
- 重渕雅敏 - 元東陶機器（現TOTO）社長、元日本セラミックス協会会長、元北九州商工会議所会頭
- 白水半次郎 - 元阪急バス社長、元北大阪急行電鉄社長、元エフエム大阪社長
- 白水宏典 - 元ダイハツ工業会長、元トヨタ自動車副社長
- 神宮司順 - 元沖電気工業社長
- 真藤恒 - 元NTT社長、元石川島播磨重工業社長
- 進藤貞和 - 元三菱電機社長、元日本電機工業会会長、元日本電子機械工業会会長
- 進藤武左ヱ門 - 元中国電力会長、元水資源開発公団総裁
- 高江暁 - 中央発條社長
- 竹下道夫 - 宇部興産社長、日本化学工業協会副会長、セメント協会副会長
- 竹島紀元 - 鉄道ジャーナル創業者・元社長、元鉄道ジャーナル編集長、元旅と鉄道編集長
- 田崎雅元 - 元川崎重工業社長、元日本防衛装備工業会会長
- 玉置明善 - 元千代田化工建設社長、元日本プラントメンテナンス協会会長
- 段上守 - 元大分共同火力社長
- 筒井勝美 - 英進館創業者・会長
- 鳥飼一俊 - 元熊谷組社長
- 中山欽吾 - 大分県立芸術文化短期大学理事長兼学長、大分県立総合文化センター館長、元東京二期会理事長
- 原尾正紀 - エディア創業者・会長
- 平井雅英 - 元ユニチカ社長、高分子学会賞
- 古宮洋二 - JR九州社長
- 真栄田雅也 - 元キヤノン社長
- 前田和雄 - 元三井造船社長、藍綬褒章
- 増田信行 - 元三菱重工業社長、元日本防衛装備工業会会長
- 光安哲夫 - 元曽田香料社長
- 森本貫一 - 元三菱化成工業社長、元旭硝子社長、元電気化学協会会長
- 山内敕靖 - 元広島ガス社長、元広島商工会議所会頭
- 山下隆 - 元中国電力社長、元中国経済連合会会長
- 山田明 - 元三菱重工業技監、九州大学招聘教授、元日本機械学会副会長
- 山本正已 - 元富士通社長、元電子情報技術産業協会会長、元情報通信ネットワーク産業協会会長
- 尹祐根 - ライフロボティクス創業者
- 吉田正樹 - 元三菱油化社長、藍綬褒章
- 吉野隆 - 元インフォコム社長CEO、元東邦テナックス社長
- 和才博美 - 元NTTコミュニケーションズ社長、元電気通信協会会長

### 研究
- 赤岩芳彦 - 通信工学、九州大学名誉教授、元電子情報通信学会副会長
- 赤崎正則 - プラズマ工学、九州大学名誉教授、元福岡工業大学学長
- 秋吉一成 - 化学、京都大学名誉教授、元高分子学会会長
- 秋吉三郎 - 化学、九州大学教授、元帝人常務取締役中央研究所所長、元日本学術会議会員
- 阿部弘亨 - 材料科学、東京大学教授
- 雨宮真人 - 情報工学、九州大学名誉教授、元電子情報通信学会副会長
- 荒木啓二郎 - 情報工学、九州大学名誉教授、元熊本高等専門学校長
- 幾原雄一 - 材料工学、東京大学教授、元京都大学教授、日本顕微鏡学会会長、日本学士院賞、紫綬褒章
- 井沢英二 - 地球科学、九州大学名誉教授、加藤武夫賞
- 石田正治 - 国政政治学、九州大学名誉教授
- 井関俊夫 - 船舶海洋工学、東京海洋大学学長
- 井上雅弘 - 機械工学、九州大学名誉教授、元佐世保工業高等専門学校長、元ターボ機械協会会長、元日本機械学会副会長
- 岩崎松之助 - 航空力学、九州大学名誉教授
- 岩本正和 - 化学工学、東京工業大学名誉教授、元北海道大学触媒化学研究センター長、元触媒学会会長、紫綬褒章
- 上野照剛 - 医用生体工学、東京大学名誉教授、元日本応用磁気学会会長、元日本生体磁気学会会長
- 内田誠一 - 情報工学、九州大学理事・副学長、日本学術会議会員、文部科学大臣表彰科学技術賞
- 江口浩一 - 化学工学、京都大学名誉教授、石油学会会長、元触媒学会会長
- 江崎浩 - 情報工学、東京大学教授、デジタル庁Chief Architect、WIDEプロジェクト代表
- 大城桂作 - 金属工学、九州大学名誉教授、元大分工業高等専門学校長
- 大田治彦 - 宇宙工学、九州大学名誉教授、元日本マイクログラビティ応用学会会長
- 大野克嗣 - 物理学、イリノイ大学教授
- 沖憲典 - 材料工学、九州大学名誉教授、元大分工業高等専門学校長
- 奥村正二 - 技術史、弁理士
- 尾﨑龍夫 - 機械工学、九州大学名誉教授、元有明工業高等専門学校長、元久留米工業大学学長
- 小野周 - 物理学、東京大学名誉教授、元群馬大学学長、元日本物理学会会長
- 小野信輔 - 機械工学、九州大学名誉教授、日本機械学会会員功労者表彰、自動車技術会功労賞
- 小野寺龍太 - 材料工学、九州大学名誉教授
- 梶山千里 - 高分子化学、第21代九州大学総長、元日本学生支援機構理事長、元高分子学会会長、元国立大学協会副会長
- 梶原稔尚 - 化学工学、九州大学教授、プラスチック成形加工学会会長、日本レオロジー学会会長
- 葛西泰二郎 - 機械工学、九州大学名誉教授、元ラグビー日本代表監督
- 加藤昭夫 - 無機材料化学、九州大学名誉教授、元日本セラミックス協会会長、元人工結晶工学会会長
- 河北真宏 - 情報メディア工学、大阪工業大学教授
- 君塚信夫 - 化学、九州大学教授、日本化学会学術賞、高分子学会賞
- 楠田久男 - 熱電工学、元佐賀大学学長、佐賀新聞文化賞
- 黒岩保 - 機械工学、北海道大学名誉教授、元北海道工業大学学長
- 黒瀬良一 - 機械工学、京都大学教授、燃焼システム用次世代CAEコンソーシアム会長
- 小池勝 - 機械工学、元大阪工業大学教授
- 国武豊喜 - 化学、元九州大学教授、文化勲章、日本学士院賞、紫綬褒章、京都賞先端技術部門
- 五斗進 - バイオインフォマティクス、データサイエンス共同利用基盤施設副センター長・教授、元日本バイオインフォマティクス学会理事長、日本学術会議会員
- 後藤雅宏 - 化学工学、九州大学教授、元日本溶媒抽出学会会長、日本膜学会会長
- 近藤孝広 - 機械工学、九州大学教授、元日本機械学会機械力学・計測制御部門長
- 坂井猛 - 建築学、九州大学教授
- 坂口浩司 - 材料工学、京都大学教授
- 﨑山亮一 - 生体医工学、大阪工業大学准教授
- 塩見弘 - 経営工学、元中央大学教授、元日本信頼性学会会長、デミング賞本賞
- 篠原卯吉 - 電気工学、元名古屋大学総長、元電気学会会長、元愛知県公安委員会委員長
- 島谷幸宏 - 河川工学、九州大学教授、元日本湿地学会会長、元応用生態工学会副会長
- 新海征治 - 化学、九州大学名誉教授、元九州先端科学技術研究所所長、トムソン・ロイター引用栄誉賞、文化功労者
- 眞銅雅子 - 応用物理学・電気工学、大阪工業大学准教授
- 栖原寿郎 - 海洋工学、九州大学名誉教授
- 末岡淳男 - 機械工学、九州大学名誉教授、元日本工学教育協会副会長
- 杉安和憲 - 材料工学、京都大学教授、アレクサンダー・フォン・フンボルト財団ベッセル賞
- 妹尾泰利 - 機械工学、九州大学名誉教授、日本学士院賞、紫綬褒章、アメリカ機械学会ムーディ賞、松永賞
- 園田佳巨 - 構造工学、九州大学理事・副学長、元防衛施設学会副会長
- 高木誠 - 分析化学、九州大学名誉教授、元福岡女子大学理事長兼学長、元日本分析化学会会長
- 高田保之 - 機械工学、九州大学教授、元日本熱物性学会会長、元日本伝熱学会会長
- 高原淳 - 高分子化学、九州大学教授、高分子学会会長、繊維学会賞
- 髙松康生 - 流体工学、九州大学名誉教授、元有明工業高等専門学校長、元久留米工業大学学長
- 鷹部屋福平 - 土木工学、防衛大学校名誉教授、元日本庭球協会副会長
- 高松洋 - 機械工学、元九州大学副学長、熊本高等専門学校長、元日本伝熱学会会長
- 立居場光生 - 電子工学、九州大学名誉教授、元有明工業高等専門学校長、産学官連携功労者表彰総務大臣賞
- 田中浩基 - 総合工学、京都大学教授、文部科学大臣表彰科学技術賞
- 田中素香 - 経済学、東北大学名誉教授、元日本国際経済学会会長
- 樗木武 - 土木工学、九州大学名誉教授、元福岡アジア都市研究所理事長
- 辻節三 - 制御工学、九州大学名誉教授
- 土井静雄 - 機械工学、名古屋大学名誉教授、元沼津工業高等専門学校長
- 都甲潔 - 電子工学、九州大学教授、紫綬褒章、安藤百福賞
- 中島英治 - 材料工学、九州大学教授、元日本金属学会会長
- 萩島哲 - 都市計画、九州大学名誉教授、日本建築学会賞、日本都市計画学会石川賞
- 長谷川修 - 原子力工学、九州大学名誉教授、元久留米工業高等専門学校長、元久留米工業大学学長、元日本伝熱学会会長
- 早下隆士 - 分析化学、元上智大学学長、元日本分析化学会会長
- 速水洋 - 機械工学、九州大学名誉教授、元日本機械学会流体工学部門長
- 原田耕介 - 電子工学、九州大学名誉教授、IEEE Power Electronics Society Distinguished Service Award
- 久枝良雄 -  化学、九州大学理事・副学長、元錯体化学会副会長
- 日垣秀彦 - 生体医工学、九州産業大学教授、元日本機械学会バイオエンジニアリング部門長
- 日野伸一 - 土木工学、九州大学名誉教授・元副学長、大分工業高等専門学校長
- 平野富士夫 - 機械工学、九州大学名誉教授、元大分工業高等専門学校長、元日本潤滑学会会長
- 廣田義人 - 生産機械工学、大阪工業大学教授
- 深野徹 - 熱工学、九州大学名誉教授、元久留米工業大学学長、元日本混相流学会会長
- 藤井哲 - 熱工学、九州大学名誉教授、元日本伝熱学会会長、元日本熱物性学会会長
- 藤田恭伸 - 熱工学、九州大学名誉教授、元日本伝熱学会会長
- 藤原惠洋 - 建築史、九州大学教授
- 古川明徳 - 流体工学、九州大学名誉教授、元大分工業高等専門学校長、元ターボ機械協会会長
- 古川雅人 - 機械工学、九州大学教授、元日本機械学会流体工学部門長
- 前田三男 - 電子工学、九州大学名誉教授、元久留米工業高等専門学校長
- 升本順夫 - 海洋物理学、東京大学教授
- 松重和美 - 物理学、京都大学名誉教授・元副学長、元四国大学学長、産学官連携功労者表彰日本経済団体連合会会長賞
- 松本將 - 機械工学、早稲田大学名誉教授、松本零士の弟
- 真井耕象 - 土木工学、北海道大学名誉教授、元苫小牧工業高等専門学校長、元北海道土木技術会会長
- 的場幸雄 - 金属工学、東北大学名誉教授、元日本金属学会会長、元日本鉄鋼協会副会長
- 真鍋大覚 - 航空工学、九州大学名誉教授、地震雲命名者
- 馬奈木俊介 - 経済学、九州大学教授、環境経済・政策学会奨励賞
- 水野高明 - 土木工学、第12第九州大学総長、元攻玉社工科短期大学学長、元日本コンクリート工学協会会長
- 宮部正洋 - 機械工学、大阪工業大学教授
- 宮本均 - 環境工学、元大阪工業大学教授
- 迎靜雄 - 金属工学、元九州工業大学学長、元九州国際大学理事長、元北九州テクノセンター社長
- 向井參之充 - 応用化学、熊本大学名誉教授
- 村上敬宜 - 素材力学、九州大学名誉教授・元副学長、産学官連携功労者表彰日本経済団体連合会会長賞
- 村上輝夫 - 生体医工学、九州大学名誉教授、元日本機械学会バイオエンジニアリング部門長
- 毛利佳年雄 - 電子工学、名古屋大学名誉教授、産学官連携功労者表彰文部科学大臣賞
- 山内俊吉 - 無機材料工学、第5代東京工業大学学長、初代科学技術庁無機材質研究所長、日本セラミックス協会名誉会長
- 山縣清 - 機械工学、九州大学名誉教授、元宇部工業高等専門学校長、元日本伝熱研究会会長
- 山田淳 - 化学工学、九州大学名誉教授、九州先端科学技術研究所所長
- 山田穣 - 鉱山学、第10代九州大学総長、元九州共立大学学長
- 山本正明 (工学) - 機械工学、元大阪工業大学准教授
- 吉田駿 - 機械工学、九州大学名誉教授、元日本伝熱学会副会長
- 和栗明 - 機械工学、九州大学名誉教授、元久留米工業高等専門学校長、元久留米工業短期大学学長、日本学士院賞
- 和栗雄太郎 - 機械工学、九州大学名誉教授、元日本機械学会副会長、自動車技術会学術貢献賞

### 文化
- 糸長浩司 - 建築家、日本大学特任教授、農村計画学会賞
- 末廣香織 - 建築家、九州大学准教授、日本建築学会作品選奨、グッドデザイン賞
- 松岡恭子 - 建築家、グッドデザイン賞、土木学会田中賞
- 大下宇陀児 - 探偵小説作家、探偵作家クラブ賞
- 藤田吉香 - 洋画家、京都造形芸術大学名誉教授、宮本三郎記念賞、国画会サントリー賞
- 藤井凡大 - 作曲家、指揮者、文部省芸術祭レコード部門
- 佛田洋 - 特撮監督、特撮研究所代表、日本アカデミー賞特殊映像技術賞

### その他
- 龍山康朗 - RKB毎日放送アナウンス部副部長
- 大賀幹夫 - ブラジリアン柔術家、世界大会マスター&シニア・インターナショナル大会準優勝
- 若田光一 - 宇宙飛行士、宇宙航空研究開発機構理事、菊池寛賞
- 竪山利文 - 元全日本民間労働組合連合会会長、元全日本民間労働組合協議会議長

## 博士号取得者
- 中島平太郎 - 元アイワ社長、元日本音響学会会長、元日本オーディオ協会会長
- 永野健 - 元三菱マテリアル会長、元日本経営者団体連盟会長
- 有江幹男 - 機械工学、元北海道大学総長、元大学入試センター所長
- 一二三恵美 - 生物学、大分大学教授、猿橋賞